# 고수익 투자 프로그램
고수익 투자 프로그램(High-yield investment program, HYIP)은 폰지 사기의 일종이다. 입증할 수 없는 막대한 수익률을 미끼로 끊임 없이 새로운 희생자를 찾아 선금을 요구한다.

## 메커니즘
운영자는 "투자 프로그램" 웹사이트를 개설하고 하루에 1 % 등의 고수익을 약속한다.(1일 1%는 복리 방식으로 계산할 때 3,678 % 의 연간 수익률을 뜻한다.) 물론 이는 달성할 수 없는 수치로 대개의 경우 어디에 어떤 방식으로 투자할 것인지에 대한 세부 사항은 밝히지 않는다. 미국 증권거래위원회는 확인하기 어려운 해외의 금융기관이나 예술품 등을 투자처로 내세우는 사기가 기승을 부리고 있다고 경고하였다.  2010년 미국 금융산업 규제국은 이런 사기에 동원되는 이른바 "예술가"의 페이스북이나 유튜브, 트위터 등에 올라온 정보는 대개 실제하지 않는 가짜라고 경고 하였다.
후발 투자자의 돈을 걷어 선행 투자자에게 일부 돌려주는 폰지 사기 방식 자체는 1900년대 초부터 있어왔던 것이나 최근 인터넷의 발달로 웹상에서 결재가 쉬워지면서 인터넷 사기 수법으로 자주 등장하고 있다. 전자 송금은 특성상 한 번 송금이 이루어지면 취소나 회수가 어렵다. 게다가 HYIP 운영자들은 자신이 받은 돈을 여러 금융회사 계정을 통해 반복 송금하여 환수가 어렵도록 한다. HYIP 운영자들은 가운데 일부는 법적 규제를 회피하기 위해 "익명 서버"를 통해 웹사이트를 운영하거나 법률이 허술한 나라에 서버를 놓고 운영하기도 한다.
프로그램 초기에 "투자"를 한 경우라면 일부는 실제로 수익을 되돌려 받을 수도 있다. 그러나 이러한 경우는 극희 예외적인 것이며 그나마도 운영자가 계속하여 투자를 권하기 때문에 되돌려 받은 수익을 다시 투자하게 되는 경우가 많다. 일부 "투자자"는 추적 사이트를 통해 HYIP 사이트를 추적하여 자신의 손해를 만회하려 시도하지만, 대개는 증거 불충분으로 돈을 찾기 어렵다.

## 사례
2012년 8월 17일 미국 증권거래위원회는 폴 벅스와 노스 캐롤라이나 주의 지크 리워즈(Zeek Rewards)를 금융 거래 부정행위로 적발하였다. 폴 벅스는 지크 리워즈 사를 통해 수수료 경매 옥션을 개설하고 매일 복리 1.5 % 의 수익을 약속하였다. 그러나 이 사이트의 실제 운영은 일종의 피라미드 사기로서 새로운 회원을 끊임 없이 가입시켜야 되는 구조였다. 당연히 전형적인 폰지 사기에 해당한다. 지크 리워즈는 실제로 10 - 99 달러를 투자한 초기 고객에게 10,000 달러까지 보상하였지만 이는 홍보를 위한 미끼였고 이렇게 보상을 받은 사람들은 전체 회원의 1%에 불과하였다. 지크 리워즈는 나머지 신규 회원의 돈을 모아 극소수에게만 보상하였고 자신들은 이 폰지 사기로 6억 달러를 횡령하였다. 미국 증권거래소의 적발 이후 폴 벅스는 4백만 달러의 벌금을 내었고 투자자들의 피해 일부를 보상하였다. 2017년 월 벅스는 14년 8개월의 실형은 선고받고 수감되었다.
최근에는 암호 화폐를 미끼로 이와 같은 사기를 시도하는 경우가 늘었다. 실제 화폐이든 가상 화폐이든 운영방식이 끊임없이 신규 회원을 유지해야만 한다는 점에서 동일한 사기 수법이다.

## 같이 보기
- 찰스 폰지
- 외환 사기